# 小行星1734
小行星1734（1734 Zhongolovich）是一颗围绕太阳公转的小行星。1928年10月11日，格利果利·N·諾伊明在克里米亚发现了此天体。
該小行星以俄羅斯天文學家伊凡·丹尼洛維奇·仲洛維奇（Ivan Danilovich Zhongolovich）命名。
这颗小行星的绝对星等为186.71670等。